# Anolis sabanus
Anolis sabanus (сабанський аноліс) — вид ігуаноподібних ящірок родини анолісових (Dactyloidae). Ендемік Саби.

## Опис

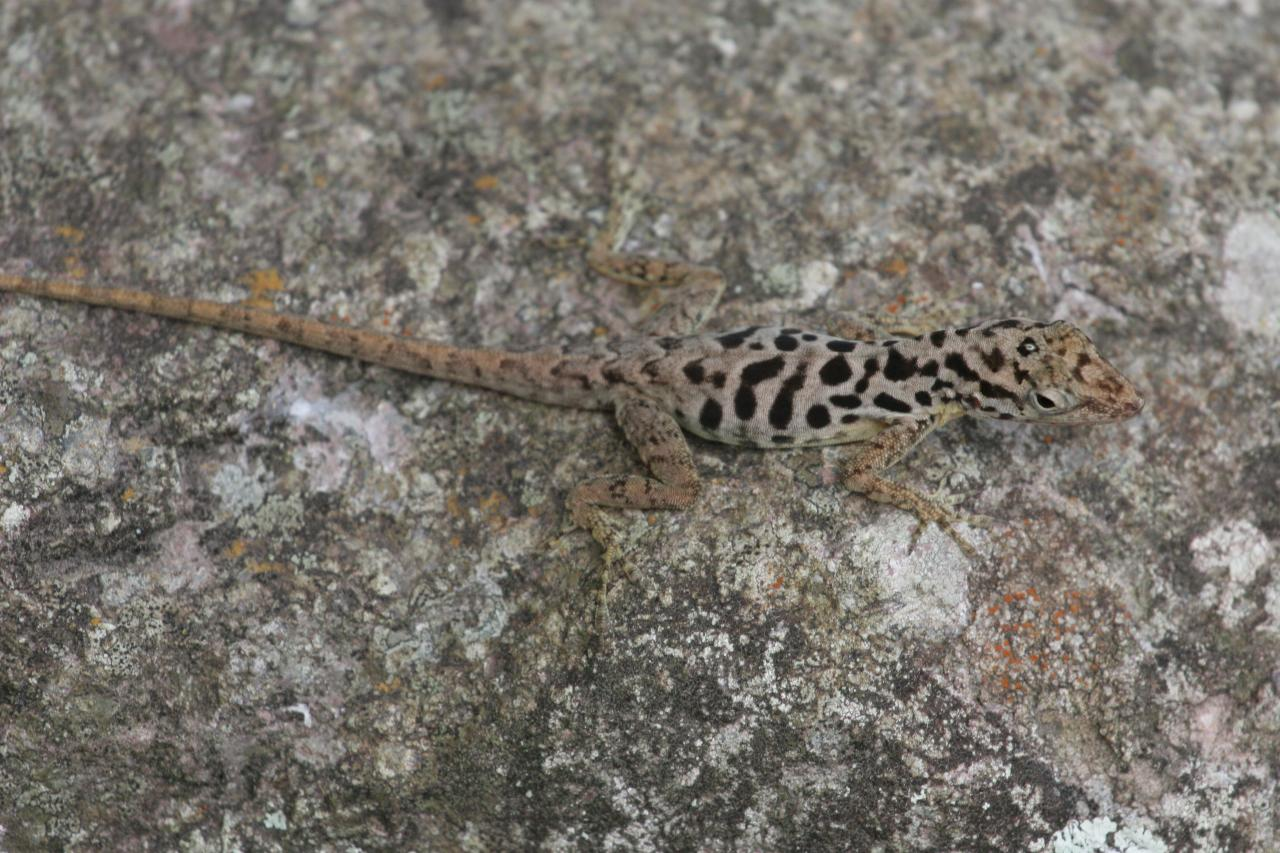
Сабанський аноліс

Довжина самців сабанських анолісів становить 29-72 мм (без врахування хвоста), а самиць — 23-25 мм. Забарвлення переважно блідо-сіре або коричневе, горловий мішок має зелений або помаранчевий відтінок. У самців тіло поцятковане темними плямами, у самиць через спину прохродить темна смуга.

## Поширення і екологія
Сабанські аноліси є ендеміками острова Саба, розташованого в групі Малих Антильських островів. Вони живуть в тропічних лісах і садах, трапляються поблизу людських поселень. Живляться дрібними комахами, павуками, нектаром, квітами і плодами.

## Збереження
МСОП класифікує стан збереження цього виду як близький до загрозливого. Anolis ricordii є дуже поширеним видом в межах свого ареалу, однак йому може загрожувати поява на острові інвазивних анолісів, які можуть конкурувати з ним.